# Giovanni Rizzi-Zannoni
Giovanni Antonio Bartolomeo Rizzi Zannoni (né le 2 septembre 1736 à Padoue et mort le 20 mai 1814  à Naples) est un cartographe et géographe italien.

## Biographie
Giovanni Rizzi-Zannoni fait ses études à l'université de Padoue (1749-1751) puis voyage en Turquie et en Russie. En 1753, il commence sa carrière de géographe en Pologne au service du roi Auguste III. En 1756, il s'installe en Suède et au Danemark où il chargé de mesures géodésiques dans les comtés d'Oldenburg et de Delmenhorst (aujourd'hui en Allemagne. L'année suivante, il passe au service de la Prusse et participe à la guerre de Sept Ans. Il est alors fait prisonnier le 7 décembre 1757 à la bataille de Rossbach et envoyé à Paris. Il y restera plus de vingt ans. Il dresse alors une carte du royaume de Naples et est nommé Premier hydrographe du Dépôt des cartes et plans de la Marine (1772-1775).
De retour à Padoue en 1776, il se lance dans une cartographie géodésique et astronomique de l'Italie qui reste inachevée puis dans son travail le plus connu, l'Atlas géographique du royaume de Naples qu'il achève en 1812.

## Œuvres
- Étrennes géographiques (1760)

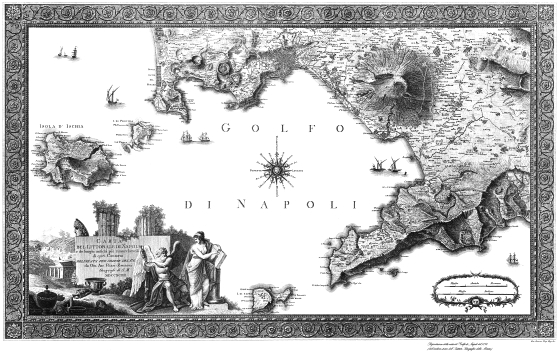
Atlas géographique du royaume de Naples

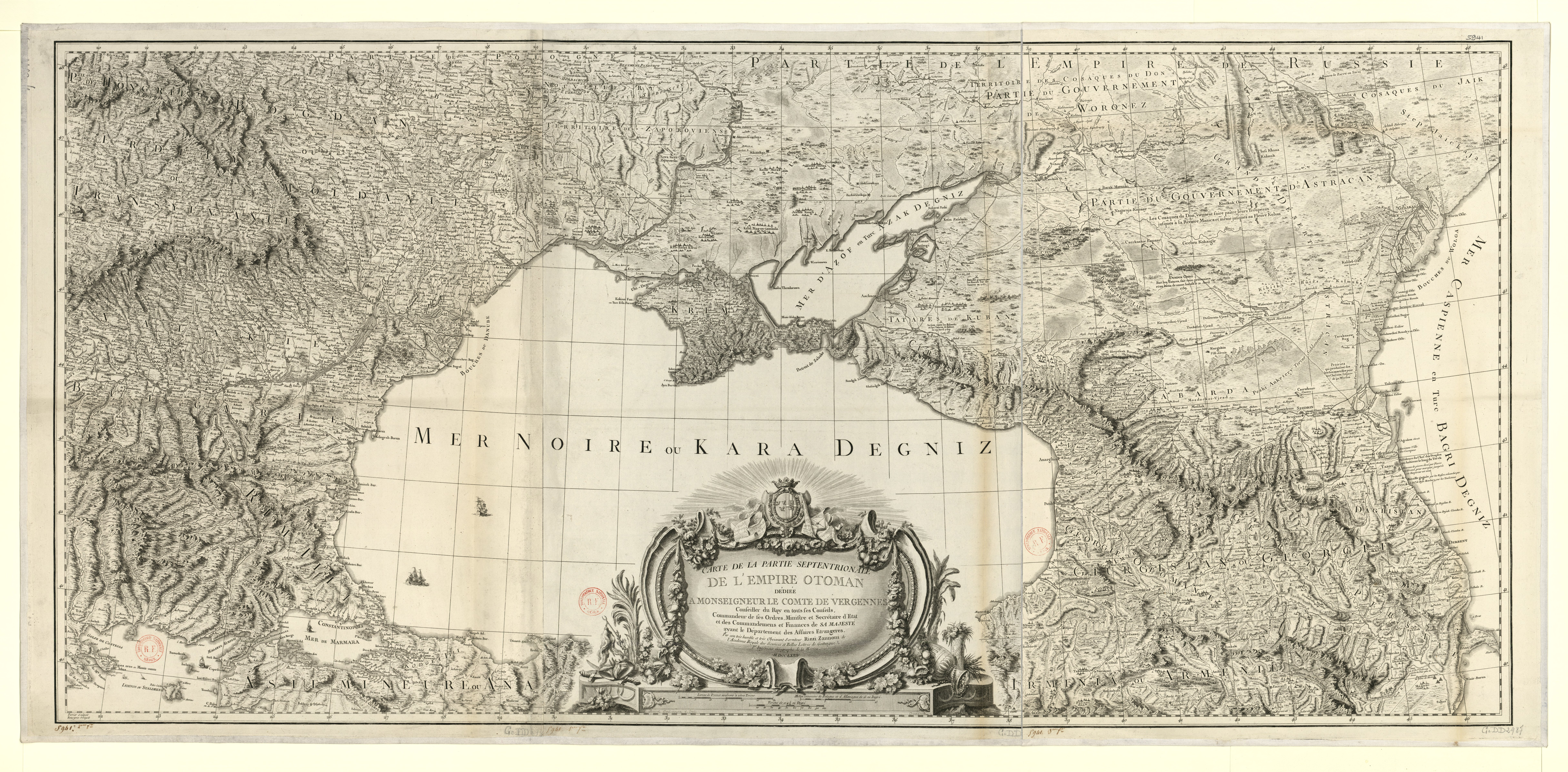
Carte de la partie septentrionale de l'Empire Ottoman

- Carte du Théâtre de la Guerre présente en Westphalie (1760)
- Carte générale des expéditions militaires en Allemagne (1761)
- Atlas géographique contenant la mappemonde et les quatre parties (1762)
- Atlas géographique et militaire (1762)
- Mapa dos reynos de Portugal e Algrave (1762)
- Dissertation sur différents points de Géographie (1764)
- Atlas historique de la France (1765)
- Almanach pour le Beauvaisis (1765)
- Atlas historique de la France ancienne et moderne (1766)
- Le petit Neptune français, ou carte des côtes maritimes du royaume, avec une partie de celles d'Angleterre, d'Espagne et d'Italie (1766)
- Carte de la Pologne: divisée par provinces et palatinats (1772)
- Carte de la Golsgue (1772)
- Carta del Padovano co ' suoi fondamenti (inachevée, 1780)
- Atlas moderne (1787)
- Atlas de France : divisée en ses 83 départements (1791)
- Atlante marittimo delle due Sicilie (1792)
- Topografia del Agro Napoletano con le sue adjacenze (1793)
- Atlante geografico del Regno di Napoli (Atlas géographique du royaume de Naples) (1789-1812)

## Galerie

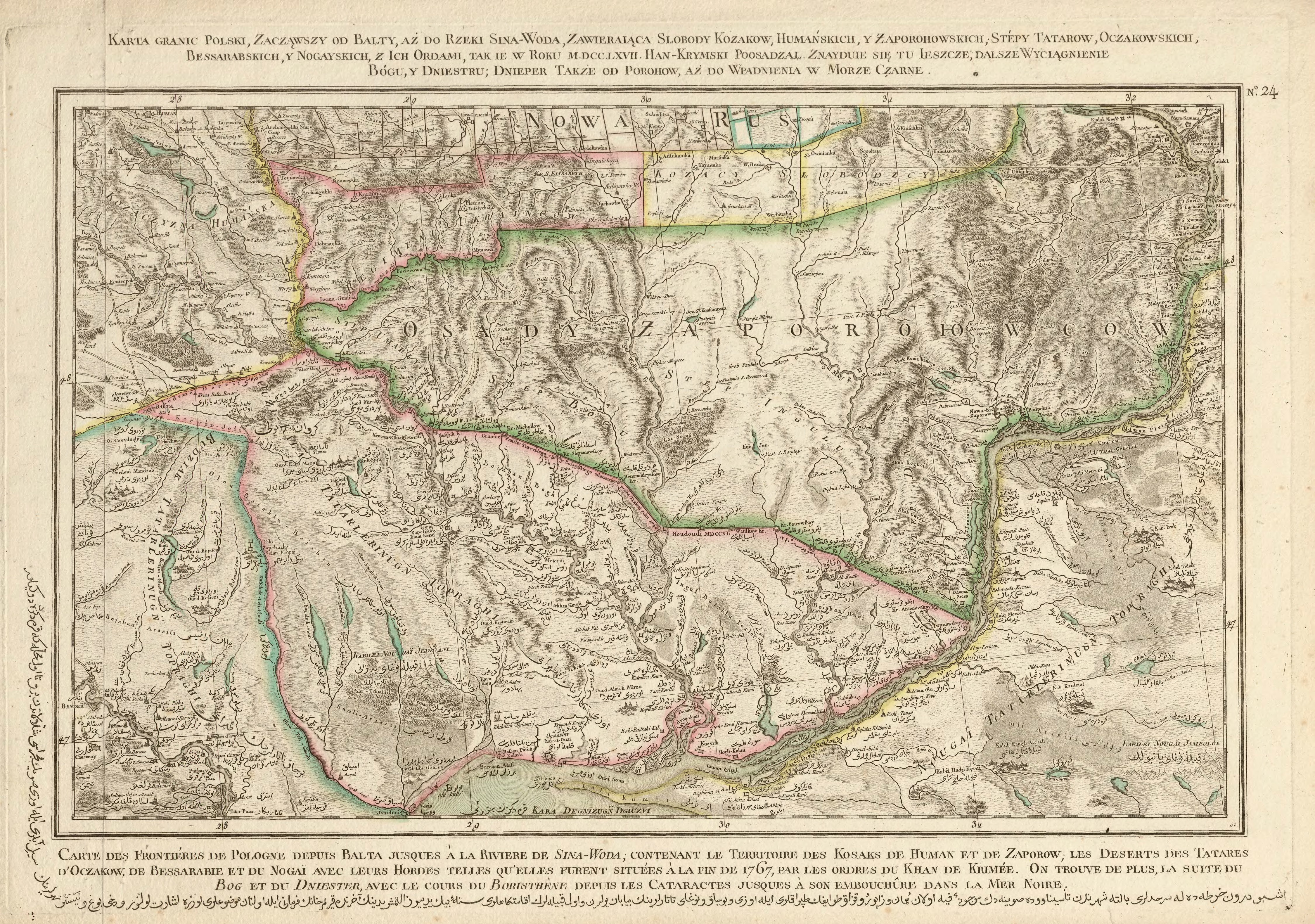
carte de Pologne (1772)
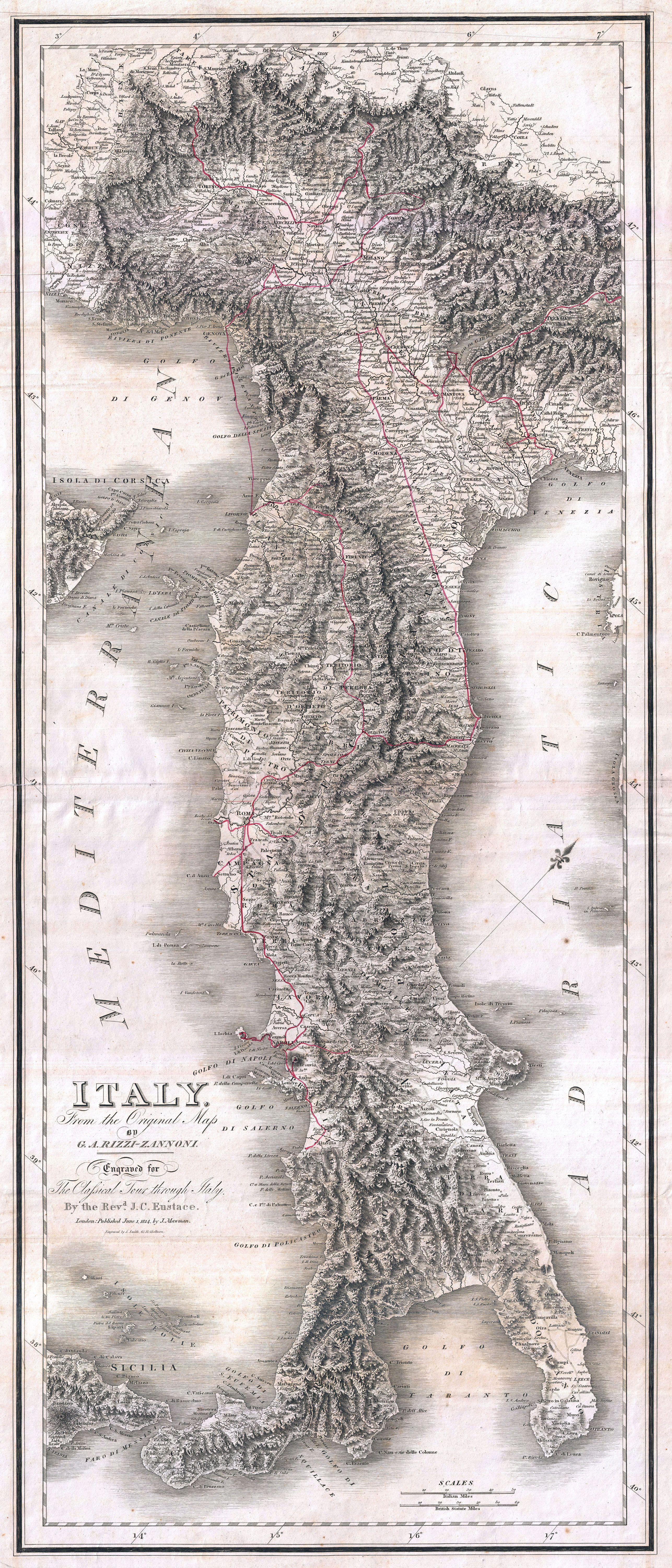
Carte de l'Italie (1814)
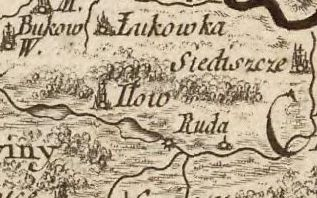
carte de Pologne (1772)
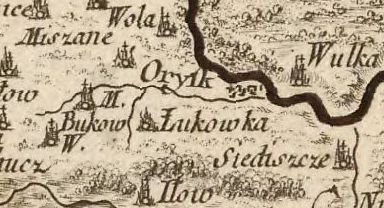
carte de Pologne (1772)
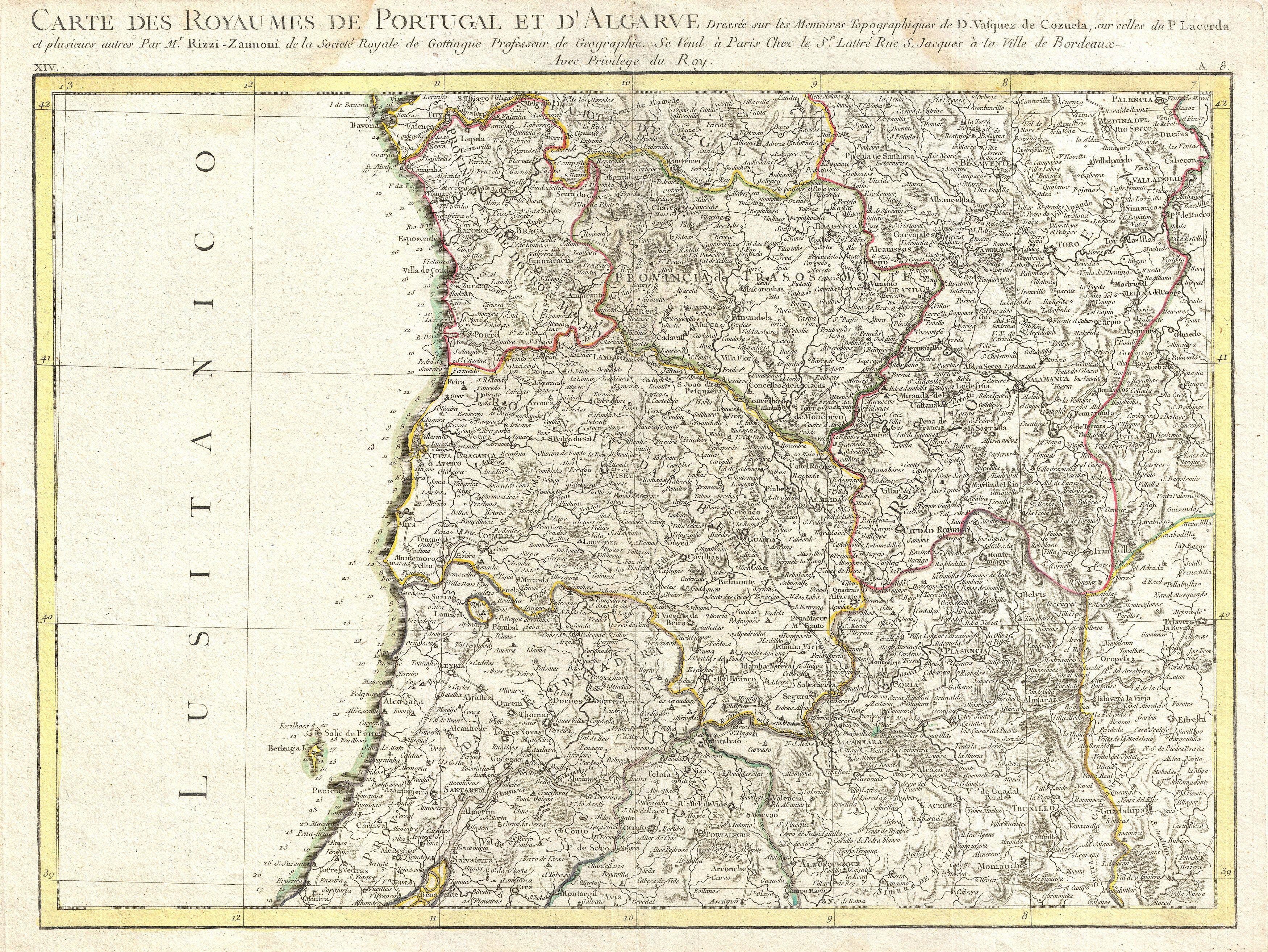
Plan du nord du Portugal (1775)
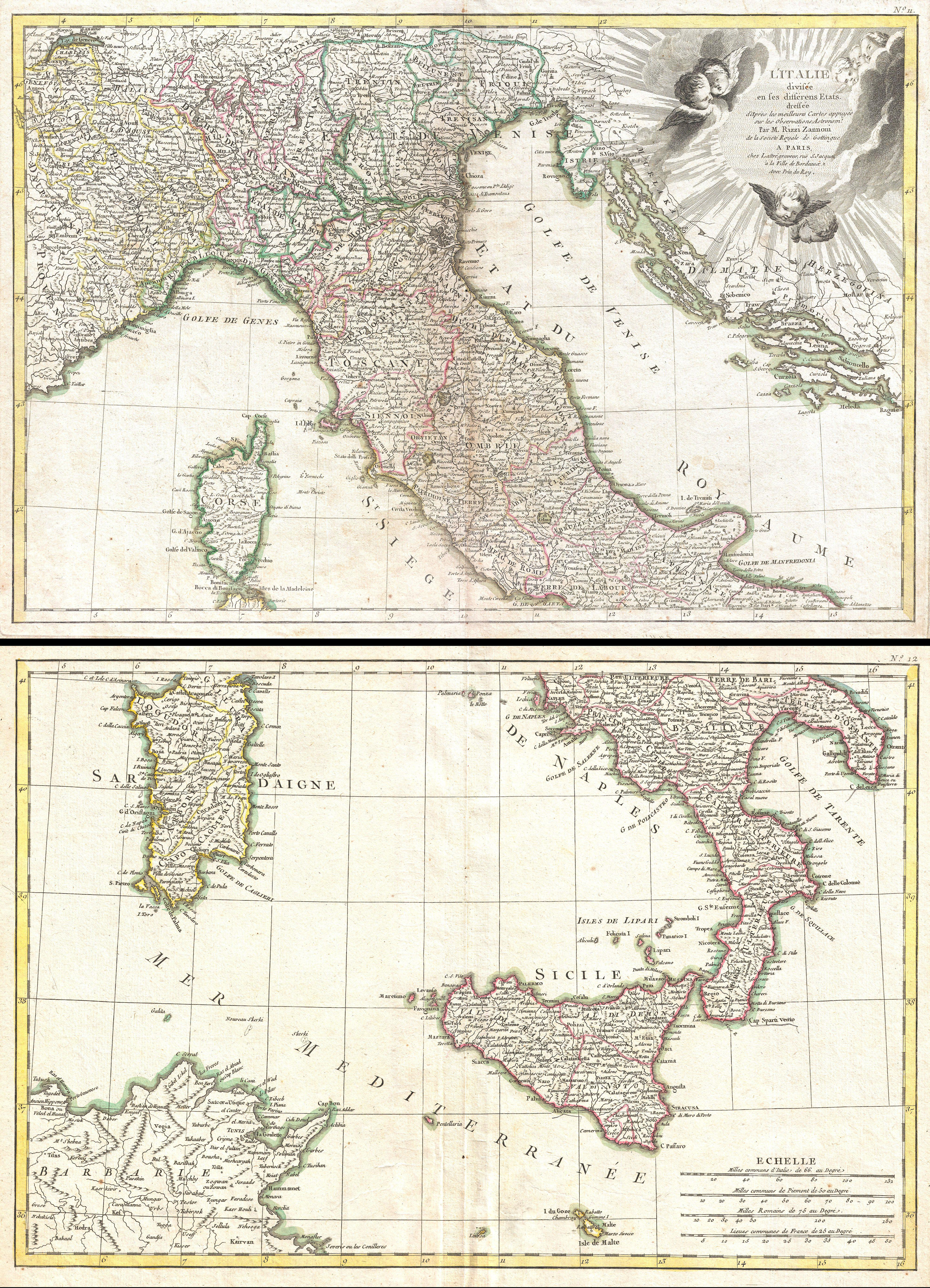
Plan d'Italie en deux parties (1770)
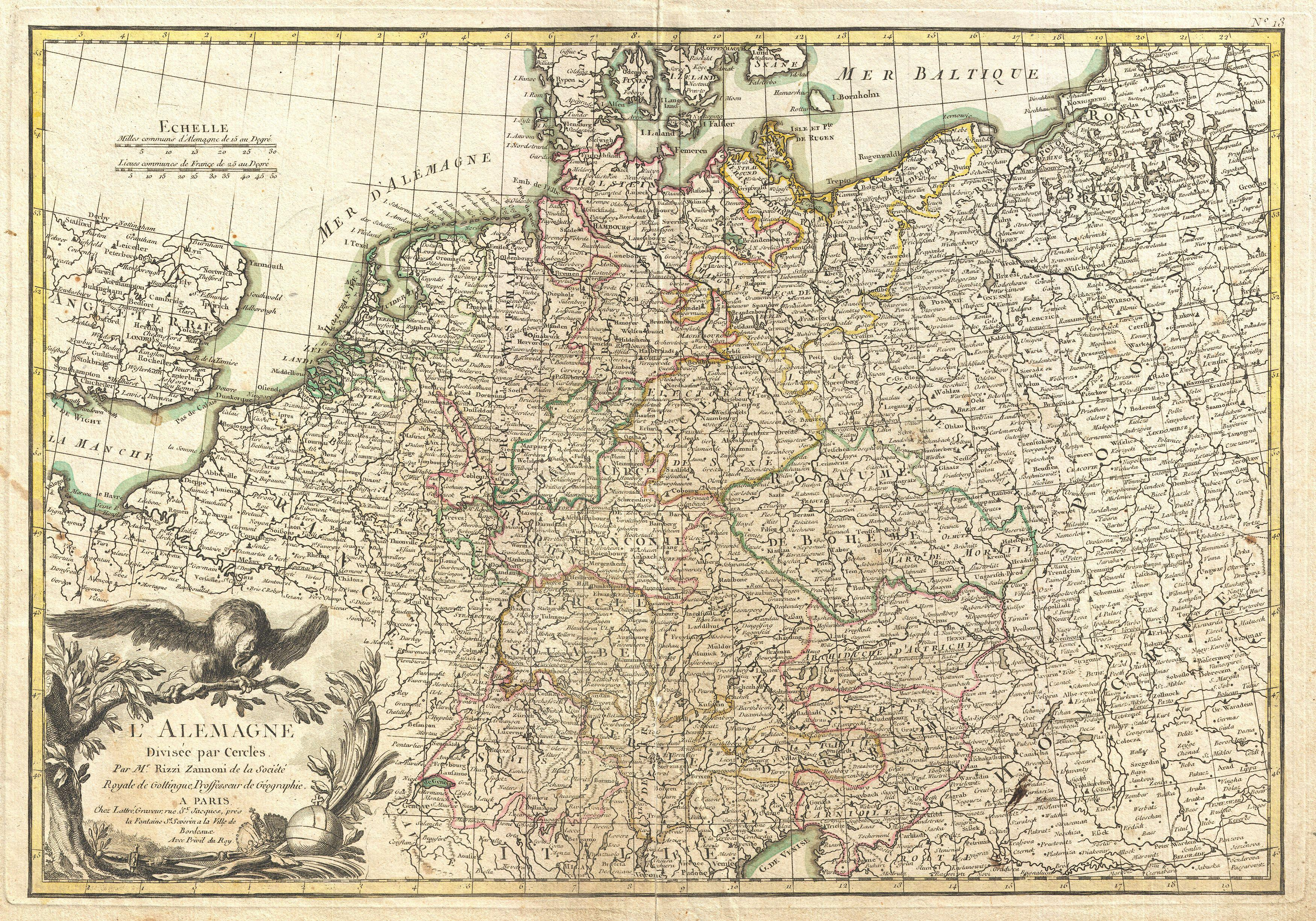
Plan d'Allemagne et Pologne (1771)
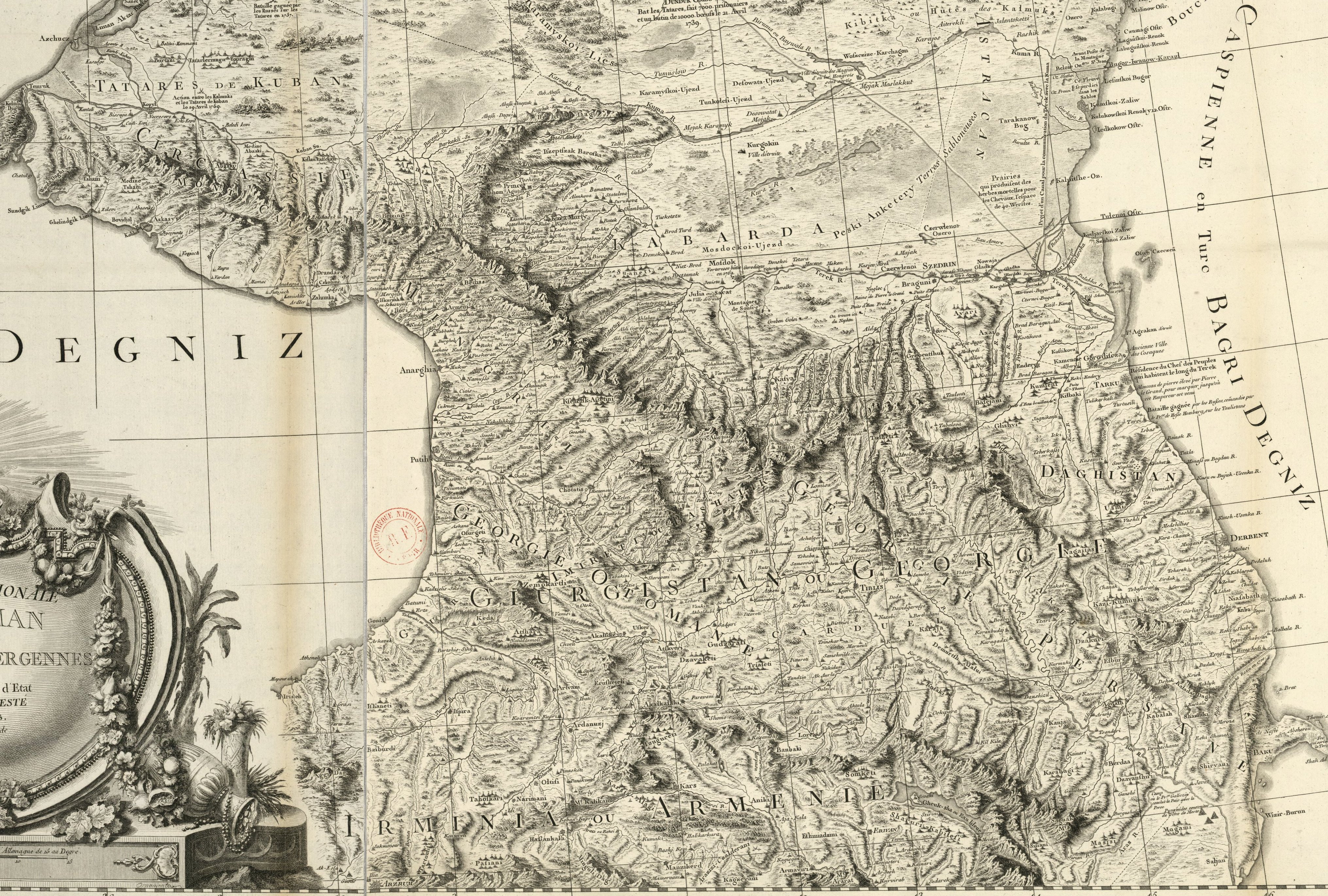
Carte de la partie septentrionale de l'Empire Ottoman (1774)
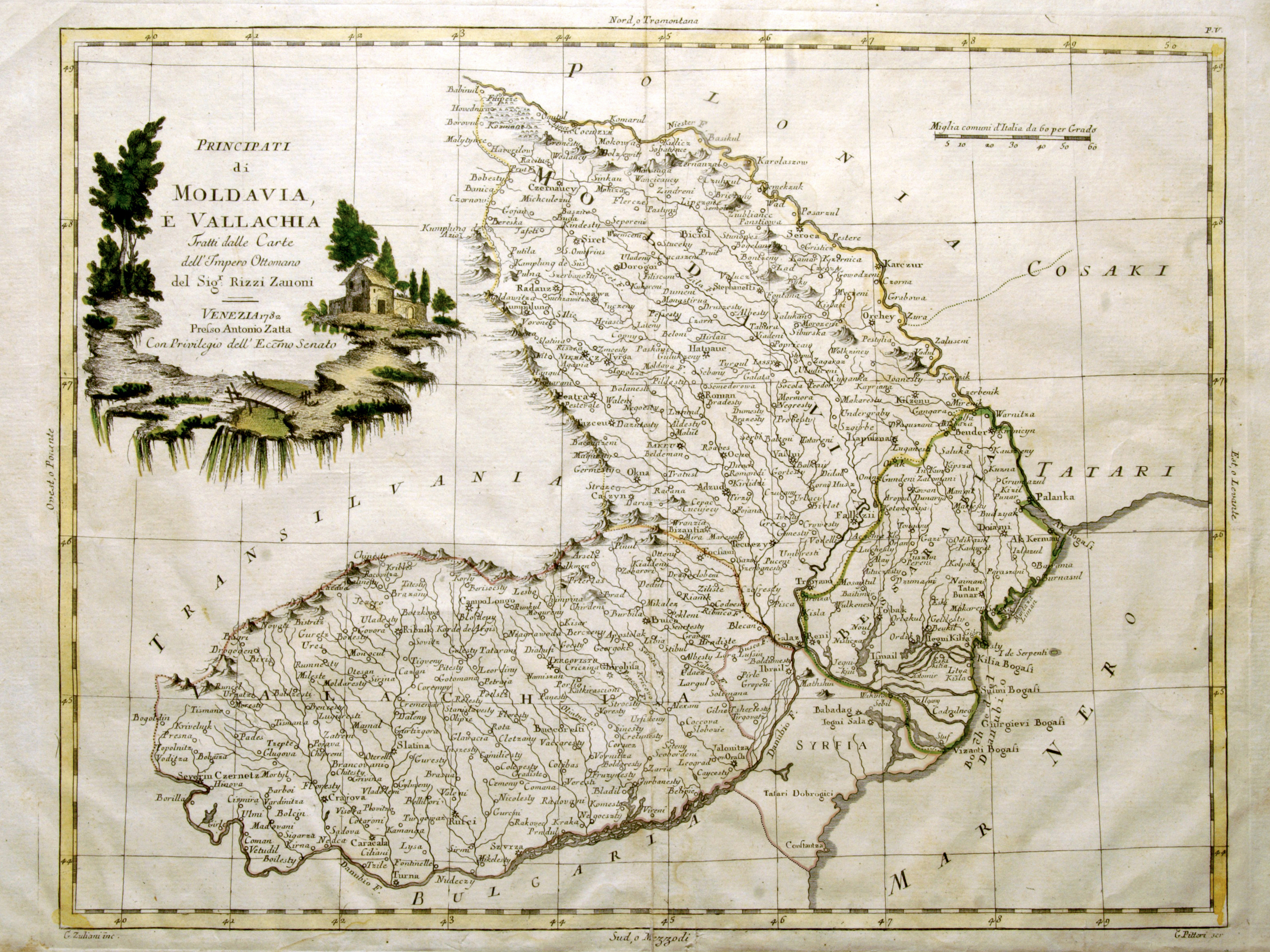
Carte de la Principauté de Moldavie et Valachie (1786)